# 白糸滝 (大分県)
白糸滝（しらいとのたき）は、大分県別府市堀田にある滝である。全国に数ある白糸の滝と区別し、別府白糸の滝（べっぷしらいとのたき）とも呼ばれる。